# 大英博物館法令
大英博物館法令（英語：British Museum Act）是一種法令簡稱，用於英國有關大英博物館的法例。

## 列表
- 《1753年大英博物館法令》（26 Geo 2 c 22）
- 《1767年大英博物館法令》（7 Geo 3 c 18）
- 《1805年大英博物館法令》（45 Geo 3 c 127）
- 《1807年大英博物館法令》（47 Geo 3 sess 2 c 36）
- 《1816年大英博物館法令》（56 Geo 3 c 99）
- 《1824年大英博物館法令》（5 Geo 4 c 39）
- 《1824年大英博物館（第2號）法令》（5 Geo 4 c 60）
- 《1832年大英博物館法令》（2 & 3 Will 4 c 46）
- 《1878年大英博物館法令》（41 & 42 Vict c 55）
- 《1894年大英博物館（購買土地）法令》（57 & 58 Vict c 34）
- 《1902年大英博物館法令》（2 Edw 7 c 12）
- 《1924年大英博物館法令》（14 & 15 Geo 5 c 23）
- 《1930年大英博物館法令》（20 & 21 Geo 5 c 46）
- 《1932年大英博物館法令》（22 & 23 Geo 5 c 34）
- 《1938年大英博物館法令》（1 & 2 Geo 6 c 62）
- 《1955年大英博物館法令》（3 & 4 Eliz 2 c 23）
- 《1962年大英博物館法令》（10 & 11 Eliz 2 c 18）
- 《1963年大英博物館法令》（c 24）

另見《1839年大英博物館法令》（2 & 3 Vict c 10）及《1915年版權（大英博物館）法令》（5 & 6 Geo 5 c 38）。